# Hylomyscus alleni
Hylomyscus alleni је врста глодара из породице мишева (лат. Muridae).

## Распрострањење
Ареал врсте Hylomyscus alleni обухвата већи број држава у Африци. Врста је присутна у Камеруну, Анголи, Централноафричкој Републици, ДР Конгу, Републици Конго, Екваторијалној Гвинеји, Габону, Нигерији, Бенину, Обали Слоноваче, Гани, Либерији, Сијера Леонеу и Тогу.

## Станиште
Станиште врсте су шуме. Врста је по висини распрострањена до 1.500 метара надморске висине.

## Угроженост
Ова врста није угрожена, и наведена је као последња брига јер има широко распрострањење.